# Jean-Michel Guenassia
Jean-Michel Guenassia est un écrivain français, né en 1950 à Alger alors dans les départements français d'Algérie. Son roman Le Club des incorrigibles optimistes a obtenu le prix Goncourt des lycéens en novembre 2009.

## Biographie
Avocat pendant six ans, Jean-Michel Guenassia vit de sa plume en écrivant des scénarios pour la télévision. Il publie un roman policier en 1986, Pour cent millions aux éditions Liana Lévi, puis fait jouer quelques pièces de théâtre, notamment Grand, Beau, Fort, avec des yeux noirs brûlants..., en 2008 à Avignon. 
Son éditeur Albin Michel présente cependant Le Club des incorrigibles optimistes publié en 2009 comme le premier roman d'un inconnu de 59 ans.

## Œuvres

### Le Club des incorrigibles optimistes
Le Club des incorrigibles optimistes est sorti en août 2009 aux Éditions Albin Michel.
Dans ce livre de près de 800 pages, Jean-Michel Guenassia a eu l'ambition d'écrire à la fois le « roman d'une génération » en reconstituant avec minutie les années 1960 (la guerre froide, la question algérienne, l'apparition du rock and roll etc.) et la « chronique mélancolique d'une adolescence ». Le titre se justifie par le lieu déterminant du roman, l'arrière-salle d'un bistrot parisien fréquenté par Joseph Kessel et par Jean-Paul Sartre, où se retrouvent des hommes qui ont fui le communisme des pays de l'est (Igor, ancien médecin russe menacé par les purges staliniennes, Pavel ancien diplomate tchèque...) mais qui sont tous « d'incorrigibles optimistes ».
Le roman a été salué par la critique unanime (Télérama, Le Point, L'Express, Le Nouvel Observateur, Libération) et a trouvé un large public. Il a été couronné par le Prix Goncourt des lycéens le 9 novembre 2009 et par le Prix 2010 des lecteurs de Notre temps.
En mars 2021, Jean-Michel Guenassia publie la suite de ce roman. Elle s'intitule Les Terres promises.

## Scénarios
- 1985 : Claire obscure (téléfilm) de Franck Apprédéris dans la collection Les Cinq Dernières Minutes, scénario de Jean-Michel Guénassia & Frank Apprédéris[8]
- 1990 : Pour cent millions (épisode) de Brigitte Sauriol, série Haute Tension, scénario de Jean-Michel Guenassia, Michel Bouchard[9]
- 1992 : Récidive (téléfilm) de Franck Apprédéris, scénario de Jean-Michel Guenassia, Bernard-Pierre Donnadieu & Franck Apprédéris

## Théâtre
- 1988 : Le Rebelle, mise en scène Jean Rougerie, Théâtre Tristan Bernard

## Romans
- 1986 : Pour cent millions, Éditions Liana Levi ; rééd. sous le titre Dernière Donne, Le Livre de poche, 2014 – Prix du roman policier francophone de la ville du Mans)
- 2009 : Le Club des incorrigibles optimistes, éditions Albin Michel – Prix Goncourt des lycéens
- 2012 : La Vie rêvée d'Ernesto G., Albin Michel
- 2015 : Trompe-la-mort, Albin Michel
- 2016 : La Valse des arbres et du ciel, Albin Michel
- 2017 : De l'influence de David Bowie sur la destinée des jeunes filles, Albin Michel
- 2021 : Les Terres promises, Albin Michel[10]
- 2023 : A Dieu vat, Albin Michel

## Récompenses et distinctions
- Prix du roman policier francophone de la ville du Mans 1986 pour Pour 100 millions[11]
- Prix Goncourt des lycéens 2009 pour Le Club des incorrigibles optimistes[12]